# Ђоја дел Коле
Ђоја дел Коле (итал. Gioia del Colle) је насеље у Италији у округу Бари, региону Апулија.
Према процени из 2011. у насељу је живело 24184 становника. Насеље се налази на надморској висини од 350 м.

## Географија
| Клима (Ђоја дел Коле)      | Клима (Ђоја дел Коле) | Клима (Ђоја дел Коле) | Клима (Ђоја дел Коле) | Клима (Ђоја дел Коле) | Клима (Ђоја дел Коле) | Клима (Ђоја дел Коле) | Клима (Ђоја дел Коле) | Клима (Ђоја дел Коле) | Клима (Ђоја дел Коле) | Клима (Ђоја дел Коле) | Клима (Ђоја дел Коле) | Клима (Ђоја дел Коле) | Клима (Ђоја дел Коле) |
| Показатељ \ Месец          | .Јан.                 | .Феб.                 | .Мар.                 | .Апр.                 | .Мај.                 | .Јун.                 | .Јул.                 | .Авг.                 | .Сеп.                 | .Окт.                 | .Нов.                 | .Дец.                 | .Год.                 |
| -------------------------- | --------------------- | --------------------- | --------------------- | --------------------- | --------------------- | --------------------- | --------------------- | --------------------- | --------------------- | --------------------- | --------------------- | --------------------- | --------------------- |
| Средњи максимум, °C (°F)   | 9,8 (49,6)            | 10,5 (50,9)           | 13,0 (55,4)           | 16,7 (62,1)           | 21,8 (71,2)           | 26,3 (79,3)           | 29,5 (85,1)           | 29,1 (84,4)           | 25,3 (77,5)           | 19,6 (67,3)           | 14,5 (58,1)           | 11,0 (51,8)           | 29,5 (85,1)           |
| Средњи минимум, °C (°F)    | 1,9 (35,4)            | 2,1 (35,8)            | 3,6 (38,5)            | 5,8 (42,4)            | 9,6 (49,3)            | 13,3 (55,9)           | 16,0 (60,8)           | 15,8 (60,4)           | 13,3 (55,9)           | 9,8 (49,6)            | 5,8 (42,4)            | 3,2 (37,8)            | 1,9 (35,4)            |
| Количина падавина, mm (in) | 53,0 (20,87)          | 67,5 (26,57)          | 66,9 (26,34)          | 41,7 (16,42)          | 46,3 (18,23)          | 39,2 (15,43)          | 28,3 (11,14)          | 41,6 (16,38)          | 49,0 (19,29)          | 68,7 (27,05)          | 66,5 (26,18)          | 67,9 (26,73)          | 636,6 (250,63)        |
| [ тражи се извор ]         |                       |                       |                       |                       |                       |                       |                       |                       |                       |                       |                       |                       |                       |

## Историја
Град су насељавали неки Бјелопавлићи побегли од Турака, од којих су остала два камена ктиторска записа (о црквама светог Јована и архангела Михаила са болницом) из 1500. и 1506. године (Момчило М. Шалетић, Бјелопавлићи између историје и легенде, 1996, Цетиње).
Дана 1. јуна 1497. године Италијан, Андреа Матео Аквавива маркиз од Битонта је у дворишту баронског замка приредио плес за своју гошћу. Та дама је била Изабела дел Балко, супруга напуљског краља Федерика I Арагонског. Пред њом су "Словени" играли и певали песму (бугарштицу) Орао се вијаше над градом Смедеревом. Њихова имена су била: Љуба (Вујкова бивша жена), Вујко, Радослав, Рашко, Вучица, Милко, Вукосава (лепотица), Ружа, Бутко, Радоња, Цвијета, Ратко Радеља, Јурко, Ђура, Милица, Слава, Станица, Душко, Вукашин. Ти "Словени" пише италијански хроничар били су православни Срби из јужних крајева Балкана, избегли пред Турцима. Таквих насеља са Србима, у којима су сачувани трагови, било је у Италији преко 50.

## Становништво
| 1931.  | 1936.  | 1951.  | 1961.  | 1971.  | 1981.  | 1991.  | 2001.  | 2011.  |
| ------ | ------ | ------ | ------ | ------ | ------ | ------ | ------ | ------ |
| 24.241 | 24.312 | 28.127 | 28.645 | 27.385 | 27.411 | 26.290 | 27.655 | 27.889 |